# Anse Réunion FC
Anse Réunion Football Club w skrócie Anse Réunion FC – seszelski klub piłkarski, mający siedzibę w Anse Réunion, grający w pierwszej lidze seszelskiej.

## Sukcesy
- I liga[1]:
  - mistrzostwo (1): 2006.
  - wicemistrzostwo (1): 2003.

- Puchar Seszeli[2]:
  - zwycięstwo (2): 2002, 2012.

- Puchar Ligi Seszelskiej[2]:
  - zwycięstwo (1): 2007.

## Występy w afrykańskich pucharach
| Sezon | Rozgrywki                 | Runda   | Kraj              | Klub                    | Dom | Wyjazd | Dwumecz      |
| ----- | ------------------------- | ------- | ----------------- | ----------------------- | --- | ------ | ------------ |
| 2003  | Puchar Zdobywców Pucharów | wstępna | Zimbabwe          | Masvingo United FC      | –   | –      | –            |
| 2003  | Puchar Zdobywców Pucharów | 1       | Kenia             | Kenya Pipeline FC       | 2–1 | 1–2    | 3–3 (k. 8–9) |
| 2007  | Liga Mistrzów             | wstępna | Madagaskar        | AS Adema                | 0–0 | 0–3    | 0–3          |
| 2008  | Puchar Konfederacji       | wstępna | Mauritius         | Petite Rivière Noire SC | 2–1 | 0–0    | 2–1          |
| 2008  | Puchar Konfederacji       | 1       | Południowa Afryka | Ajax Kapsztad           | 0–1 | 1–4    | 1–5          |
| 2013  | Puchar Konfederacji       | wstępna | Kenia             | Gor Mahia               | 0–0 | 0–5    | 0–5          |
| 2018  | Puchar Konfederacji       | wstępna | Rwanda            | APR FC                  | 1–2 | 0–4    | 1–6          |

## Stadion
Domowe mecze klub rozgrywa na stadionie o nazwie La Digue Playing Fields w La Digue, który może pomieścić 2000 widzów.